# Phạm Đình Khánh Đoan
Phạm Đình Khánh Đoan (sinh 5 tháng 2 năm 1982 tại Cam Hiệp Nam, Cam Ranh, Khánh Hòa) là một vận động viên điền kinh Việt Nam. Chị đã giành huy chương vàng ở cự ly 800 m tại SEA Games 20 và hai cự ly 800 m và 1500 m tại SEA Games 21.

## Sự nghiệp

### Thi đấu
Tại SEA Games 20 năm 1999, Phạm Đình Khánh Đoan giành huy chương vàng ở cự ly 800 m nữ. Đây là lần đầu tiên trong lịch sử SEA Games Việt Nam đoạt huy chương vàng ở cả hai nội dung chạy 800m nam và nữ. Ở kỳ SEA Games này chị còn giành được huy chương bạc ở cự ly 1500 m.
Tại SEA Games 21 năm 2001, dù cự ly 1500 m không phải sở trường, thi đấu với mục tiêu hỗ trợ cho đồng đội, tuy nhiên Khánh Đoan đã bất ngờ giành huy chương vàng, về đích trước đối thủ gần 10 m, đoạt cú đúp huy chương vàng cự ly chạy trung bình năm đó. Theo Khánh Đoan, đây là kỳ SEA Games đáng nhớ nhất trong sự nghiệp thi đấu của chị.
Tại SEA Games 22 năm 2003, Phạm Đình Khánh Đoan chỉ giành hai huy chương bạc ở các cự ly 800 và 1500 m. Giải điền kinh toàn quốc vào cuối năm 2004 là giải đấu cuối cùng chị tham dự. Chị chỉ về thứ 7 ở cự ly sở trường 800 m tại giải này.

### Huấn luyện
Từ cuối năm 2004, Phạm Đình Khánh Đoan nghỉ thi đấu để sinh con và bắt đầu theo học tại chức tại Đại học Thể dục Thể thao Thành phố Hồ Chí Minh. Sau 4 năm huấn luyện theo hợp đồng và tốt nghiệp đại học năm 2008, chị được nhận biên chế chính thức ở tổ huấn luyện cự ly trung bình - dài của Trung tâm thể thao tỉnh Khánh Hòa năm 2009. Đầu năm 2013 Khánh Đoan phụ trách nhóm cự ly trung bình.

## Cuộc sống riêng
Năm 2004 Phạm Đình Khánh Đoan lập gia đình với một kĩ sư tin học. Hai vợ chồng có một con gái (sinh 2005) và một con trai (sinh 2007).
Em gái út của Phạm Đình Khánh Đoan, Phạm Đình Diễm Đoan (sinh 1996), cũng là một vận động viên điền kinh.

## Vinh danh
- Huân chương Lao động hạng ba[7].
- Một trong 10 Gương mặt trẻ tiêu biểu Việt Nam năm 2001[10].